# Hydraulisk avbitare

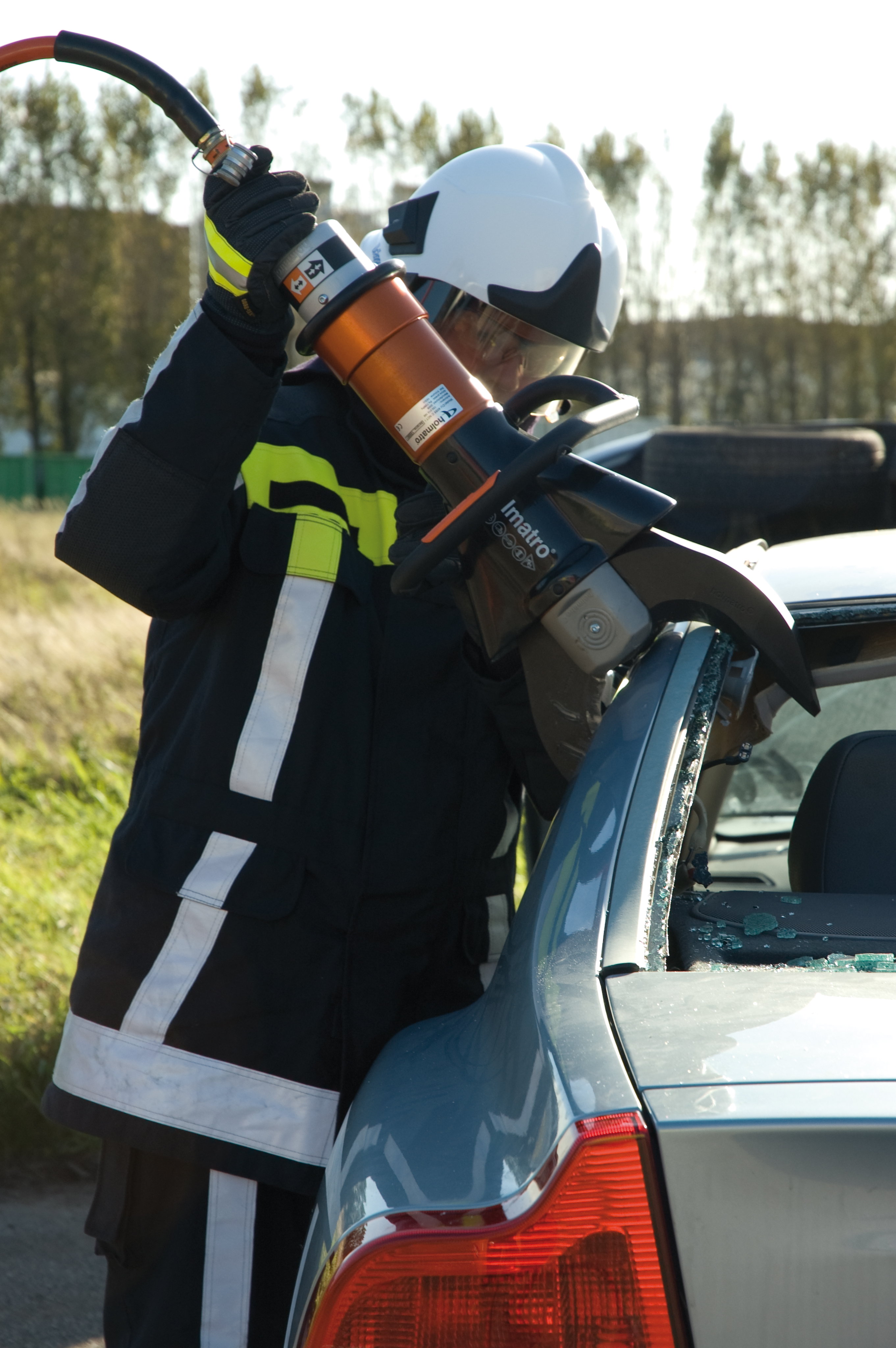
Hydraulisk avbitare

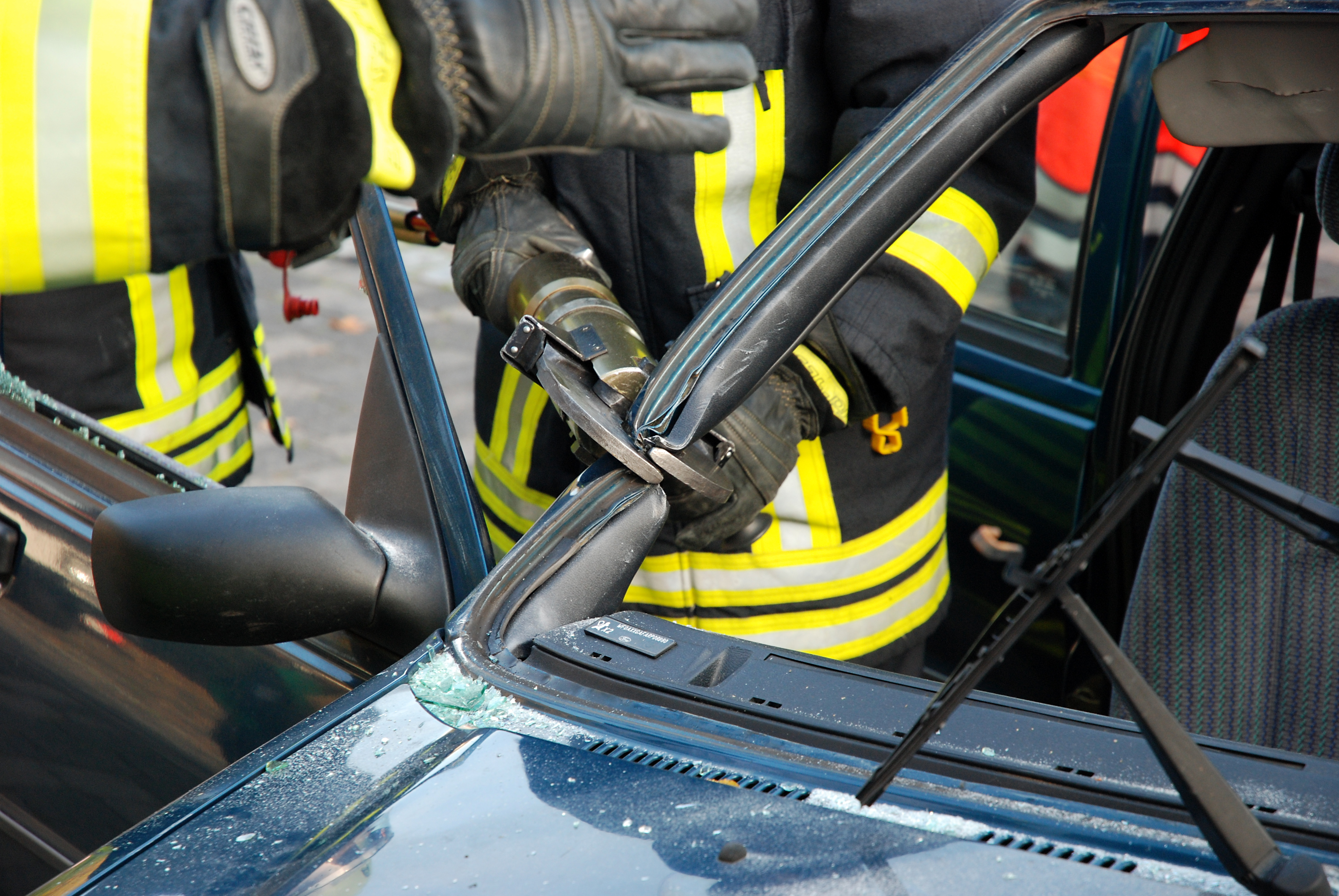
Hydraulisk avbitare

Hydraulisk avbitare (även kallat klippverktyg) är ett verktyg som räddningstjänsten brukar använda för att få loss skadade vid bilolyckor. Det är ett kraftfullt verktyg som på engelska brukar kallas jaws of life.